# Matt Welsh
Matthew James Welsh (Melbourne, 18 de noviembre de 1976) es un nadador australiano especializado en pruebas de estilo espalda, donde consiguió ser medallista de bronce olímpico en 2000 en los 200 metros.

## Carrera deportiva
En los Juegos Olímpicos de Sídney 2000 ganó la medalla de bronce en los 200 metros estilo espalda, con un tiempo de 1:57.59 segundos que fue récord de Oceanía, tras los estadounidenses Lenny Krayzelburg y Aaron Peirsol. También ganó la plata en los relevos de 4 x 100 metros estilos (nadando su especialidad, el largo de espalda), con un tiempo de 3:35.27 segundos que fue récord de Oceanía, tras Estados Unidos y por delante de Alemania (bronce).